# Batalla de La Puerta (1818)
La Tercera Batalla de La Puerta, o batalla del río Semen, como se conoce en Venezuela, fue un encuentro ocurrido el 16 de marzo de 1818 en la quebrada de La Puerta, junto al río Semen y San Juan de los Morros, en el departamento de Guárico, cerca de dos leguas de Villa de Cura de Aragua; entre las tropas de Simón Bolívar quien se dirigía por los llanos de Venezuela con el fin de tomar la ciudad de Caracas durante su Campaña del Centro, pero que fue derrotado por las fuerzas realistas del teniente general Pablo Morillo.

## Antecedentes
Tras la exitosa Campaña de Guayana los republicanos se apoderaron de una rica región que les sirvió de base de operaciones desde la cual lanzaron una serie de ofensivas para apoderarse del resto del país aprovechando que Morillo estaba con parte importante de sus fuerzas tratando de conquistar la isla de Margarita en 1817. 
Bolívar decidió lanzar una ofensiva la centro del país, para ello primero se entrevistó el 30 de enero en el hato de Cañafistola con el caudillo llanero José Antonio Páez, quién optó por someterse al Libertador. Morillo tuvo que cancelar su campaña en Margarita derrotado y partir a toda prisa a afrontar la nueva amenaza. El 10 de febrero las tropas patriotas cruzaron el río Apure hacia el norte por el Guárico derrotando a los realistas en la batalla de Calabozo dos días después. Morillo ordena a sus tropas tomar la ciudad pero viendo que la defensa era inútil decide retroceder a los valles de Aragua, Bolívar dispuso tropas para detenerlo pero el militar realista hábilmente las esquivó. En dichos valles fue que Morillo decidió detener a Bolívar para evitar que tomara Caracas. El comandante peninsular decidió dividir sus fuerzas restantes en tres columnas: una al mando de Francisco Tomás Morales, otra al mando de Miguel de la Torre y la tercera bajo su dirección personal y atacar a Bolívar desde tres direcciones diferentes.
Sin embargo, mientras Bolívar avanzaba al norte Páez y su caballería de llaneros (1000 jinetes y 300 infantes) decidieron retirarse sorpresivamente a San Fernando de Apure el 23 de febrero, un día después de tomar Calabozo, aduciendo la necesidad de asediar dicha ciudad y controlar el territorio, de hecho consigue varias victorias en Apure. El 11 de marzo Bolívar llegó a Villa del Cura y cinco días después, cuando marchaba a Bocachica, pero a las dos de la madrugada se entera de que Morales al mando de la caballería realista se le acercaba con intención de atacarlo, sabedor del desgaste sufrido por las filas republicanas en su marcha. En esos momentos el Libertador, viendo que era imposible evitar la batalla y que sus tropas estaban agotadas se refugió en la Quebrada de La Puerta, bañada por el río Semen.

### El campo de batalla
El campo de batalla, con poca diferencia, es el mismo, en donde el caudillo José Tomás Boves venció en dos ocasiones anteriores. Se llama La Puerta, porque es una depresión de la serranía, en cuyo fondo corre el río Guárico, y pasa también el camino que va desde los valles hacía los Llanos. Sobre un pequeño llano que cruza un arroyo denominado El Semen, tributario del río Guárico, se libró la batalla. El Guárico transcurre de noroeste a sudeste, en las faldas de las serranías del que forma parte el accidente denominado Morro de San Juan, de 989 m s. n. m. en el lugar. El camino se bifurca en los dos barrancos del Morro de San Juan, el occidental, llamado Quebrada Seca, y el oriental, donde pasa el arroyo Semen. En dirección Este, respecto del arroyo, entre los dos barrancos, hay una pequeña llanura cortada por zanjas labradas, y limitada por colinas en sus márgenes. El camino oriental queda cerrado al sur por el pueblo San Juan de los Morros.

## Fuerzas enfrentadas

### Patriotas
José María Vargas, erudito decimonónico venezolano, afirmaba basado en Manuel Roergas Serviez que después de la caída de Angostura Mariño estaba con 2000 hombres en Cumaná, el coronel Calixto Baza ocupaba Maturín, Páez con 3000 llaneros dominaba Barinas, Monagas y Zaraza actuaban en los llanos de Barcelona con 2000 a 3000 indios y zambos. En una proclama realizada el día que Angostura pasó a manos patriotas, Simón Bolívar proclamó que los patriotas disponían de 5000 efectivos en Guayana bajo su dirección personal, 2000 en Cumaná a cargo de Mariño, 1000 en Maturín con Rojas, 2000 en los llanos de Caracas con Zaraza y 4000 en el oeste venezolano y Nueva Granada con Páez; no da números específicos, pero también afirma que Monagas manda una brigada.
El militar venezolano Eleazar López Contreras calculaba que el Libertador abrió la campaña con 3000 hombres de Guayana a los que se sumaron 1500 lanceros a caballo de Páez. El historiador estadounidense David Bushnell pensaba que los contingentes de Bolívar y Páez eran de 3000 infantes armados principalmente con arcos y flechas y 1000 jinetes. Por su parte, el geógrafo colombiano Francisco Javier Vergara y Velasco estimó Bolívar había traído de Guyana 4000 combatientes divididos en una mitad de infantes y otra de jinetes. El militar irlandés Daniel Florencio O'Leary afirmaba que el Libertador debía contar con unos 3000 combatientes, incluyendo 2000 infantes y el resto de caballería; de su infantería, apenas 1400 tenían fusiles y el resto arcos y flechas. Páez le aportó otros 1000 jinetes y 250 infantes. Sin embargo, Vergara y Velasco analizó esas cifras de forma muy crítica. Para empezar, indica que no se contabilizó el aporte de Cerdeño y que es un error lo de los 600 arqueros, pues las únicas tropas con esa arma eran indios que se sabe permanecieron en Guayana, sin embargo, el marino inglés Ricardo Longueville Vowell asegura que el ejército patriota tenía arqueros indios cuidando el bagaje. Antes de iniciar su marcha, el Libertador esperaba que con la unión de los caudillos llaneros su ejército alcanzara los 7000 a 8000 combatientes.
Según el colombiano, después de analizar los documentos de la época, se concluye que después de incorporar a Monagas, Cedeño y Páez en sus fuerzas, el Libertador contaba con más de 2000 infantes y 3000 jinetes. Estaban organizados en tres columnas de aproximadamente 1000 jinetes y unos 700 infantes cada una. En febrero, semanas antes de la batalla, el escritor monárquico Mariano Torrente sostuvo que el ejército de Bolívar sumaba 2000 infantes y 3000 caballos, mientras que el propio Morillo, en un parte escrito en las mismas fechas, estimaba que sus enemigos contaban con «2.600 caballos y 1.500 infantes». En cambio, en una carta a Leandro Palacios, Simón Bolívar afirmaba que los patriotas tenían 1000 infantes en Apure con Páez, otros 1000 en Barcelona con Monagas, 2000 en Cumaná con Mariño y más de 2000 en Guayana bajo su mando personal. Un total que él estimaba era casi el doble que el ejército con el que avanzó sobre Calabozo; y eso sin contar con los hasta 1500 efectivos que actuaban en las costas de Güiria a las órdenes de Bermúdez. Páez afirmaba que el ejército independentista en Calabozo sumaba 2000 infantes, más de 2000 jinetes y 4 piezas de artillería. También menciona que el Libertador le solicitó que reclutara a 4000 paisanos de los valles de Aragua y Caracas para la ofensiva, pero Páez consideraba más factible reclutar unos 1000 a 2000 jinetes en los llanos de Calabozo.
Durante la batalla en sí, López Contreras estimaba a los independentistas en 5500 efectivos. Torrente hablaba de 4500 infantes, incluyendo tres batallones ingleses, y 2000 jinetes, incluyendo toda la división de Zaraza, quien se le había unido pocas horas antes, la caballería que le había acompañado desde Guayana y algunos cuerpos de Páez, general que se había quedado en Calabozo mientras el resto de su división estaba asediando San Fernando; Por su parte, para Vergara y Velasco a orillas del Semen lucharon 3500 patriotas y en Quebrada Seca poco más de 2000 ya quebrantados. Basados en una relación escrita por Pedro Briceño Méndez, el historiador chileno-español Francisco Antonio Encina y su colega venezolano Vicente Lecuna estimaban que el ejército patriota ascendía a 1300 jinetes y 1400 infantes.
El historiador colombiano Nicolás González Chávez afirmó que los patriotas estaban en inferioridad numérica, siendo apenas 2100. Basándose en las memorias de Francisco Javier Yanes, el colombiano José Manuel Restrepo y los venezolanos Rafael María Baralt y Feliciano Montenegro Colón afirmaban que los independentistas eran poco más de 2000, la mitad infantería. Sufrieron 500 muertos, heridos, prisioneros y dispersos en la marcha por los valles en los días previos. Restrepo también descarta toda cifra más alta, afirmando que las bajas sufridas en Calabozo y todas las deserciones sucedidas en el camino hacían imposible que el ejército fuera mucho mayor, siendo muy pocos los reclutas que hicieron en el viaje. Según él, esos números son exageraciones de los monárquicos para dar más gloria a su victoria.

### Realistas
Un mes antes de la batalla, Bolívar recogió los testimonios de prisioneros realistas, quienes calculaban que en Calabozo apenas habían 2000 monárquicos. Después de la victoria en esa ciudad, Carlos Soublette estimaba en los regimientos Húsares de Fernando VII, La Unión y Navarra, que sumaban más de 2000 hombres, habrían sufrido enormes bajas, lo que le dio mucha confianza.
Vergara y Velasco estimaba que 1400 realistas lucharon en el Semen y otros 1200 en Quebrada Seca, alrededor de 1000 eran jinetes y unos 2000 de infantería. El historiador estadounidense David Marley creía que los realistas se dividían en tres divisiones: 1000 jinetes y 500 infantes de vanguardia (Morales), una columna de 1500 infantes (Morillo) y un cuerpo que no alcanzó a participar en la batalla de 900 plazas. González Chávez afirmaba que eran 2300 en total.

## Combate
La batalla se desarrolla con una primera fase que culmina en torno al mediodía, cuando desde el amanecer se enfrentan las fuerzas de Morales, compuesta de 1400 realistas, que formando la vanguardia, tiene que retroceder por el camino Oriental combatiendo frente a 3500 soldados republicanos. Tras tres horas de batalla llega la columna de 1200 realistas, infantes principalmente, de Morillo (los 900 de La Torre estaban aun muy lejos y no llegaron a participar de la batalla). Este se lanza a la cabeza de sus tropas en un feroz contraataque desde Quebrada Seca, durante el cual es herido por un lanzazo, y romper la línea republicana poniendo en fuga y disolviendo al resto de las unidades combatientes enemigas.
La Torre asume el mando transitorio del ejército por la baja de su comandante jefe. Morillo herido, no desaprovecha de hacer alarde de la confianza en sus milicias del país y es trasladado embarcado en camilla por 30 leales americanos, soldados del batallón de pardos de Valencia hacia dicha ciudad. Antes de ser retirado del campo Morillo da la famosa orden a sus comandantes, que otros atribuyen a la humanidad del brigadier Correa contrario a la guerra a muerte, y otros a la gravedad de las heridas de Morillo: 

Sálvense los prisioneros y respétense sus vidas
Pablo Morillo, última orden de la batalla de La Puerta 16 de marzo de 1818

Morillo consigue de esta forma una victoria decisiva que le permite conservar la capital de Venezuela.

## Consecuencias
Según Marley, los monárquicos sufrieron 500 a 600 bajas, mientras que los patriotas padecieron 300 muertos, 400 heridos y 350 prisioneros. Roberto Barletta Villarán eleva las pérdidas de los vencidos a 800 muertos y 400 prisioneros. En el Diario de operaciones, O'Leary aceptaba que los realistas tuvieron 300 muertos y los patriotas 300 muertos y heridos. Soublette eleva las bajas realistas a 600 muertos y heridos.
Encina creía que los patriotas perdieron 300 muertos, 400 heridos, 100 prisioneros y 400 dispersos, y los monárquicos 300 muertos y heridos y otros tantos dispersos. Lecuna afirmaba que los vencedores tuvieron 500 muertos y heridos, y los vencidos 400 a 500 muertos, 450 heridos y 600 dispersos.
Yanes estimó que las bajas realistas en Calabozo y La Puerta sumaron unos 1000 muertos y heridos, y las patriotas fueron ligeramente inferiores. Restrepo reconoció 400 patriotas muertos y un número mayor de heridos. También se perdieron 500 fusiles, algunos caballos ensillados, mulas, el equipaje y documentos del Libertador. Las bajas realistas fueron altas, aproximadamente la mitad de la tropa de Morales y el regimiento La Unión perdió a sus mejores hombres. Baralt estimaba que los patriotas tuvieron unos 200 muertos y heridos y los monárquicos unos 800 muertos. Montenegro Colón aseguraba que murieron o resultaron heridos 200 patriotas, mientras que sus enemigos perdieron 600 vidas, de las que un tercio se produjo en la columna de Morillo.
Así, Morillo desbarató el esfuerzo último de la campaña del Centro de Bolívar al destruir el ejército independentista que se dirigía a Caracas. Morillo consigue recuperarse en el mes de mayo de sus heridas, y es nombrado con el título nobiliario de Marqués de la Puerta que agrega a su título de Conde de Cartagena.